# Mateusz Borucki
Mateusz Borucki (ur. 17 maja 1989 w Bydgoszczy) – polski siatkarz,  grający na pozycji środkowego w polskim klubie Delecta Chemik Bydgoszcz.
Wychowanek Chemika.

## Kluby
- Delecta Chemik Bydgoszcz

## Sukcesy
- brązowy medal Mistrzostw Polski Juniorów